# 黃竹街
黃竹街（英語：Wong Chuk Street）是香港九龍深水埗區一條街道，道路名稱是取自植物的竹樹，道路北面連接大埔道，而南面連接荔枝角道，並與楓樹街、白楊街及柏樹街大致平行。
另外，黃竹街設有巴士站，位於深水埗黃竹街17A號門牌，鄰近福華街的街口，並是一個北行單向中途站。

## 附近設施
巴士站在黃竹街與石硤尾街之間，即是位於深水埗長沙灣道黃竹街的街口西面，亦是一個東西行雙向中途站。

## 鄰近道路
- 大埔道
- 福榮街
- 福華街
- 長沙灣道
- 鴨寮街
- 汝州街
- 基隆街
- 大南街
- 荔枝角道